# Taggmalva
Taggmalva (Sida spinosa) är en malvaväxtart som beskrevs av Carl von Linné. Enligt Catalogue of Life ingår Taggmalva i släktet sammetsmalvor och familjen malvaväxter, men enligt Dyntaxa är tillhörigheten istället släktet sammetsmalvor och familjen malvaväxter. Arten förekommer tillfälligt i Sverige, men reproducerar sig inte. Utöver nominatformen finns också underarten S. s. kazmii.

## Bildgalleri

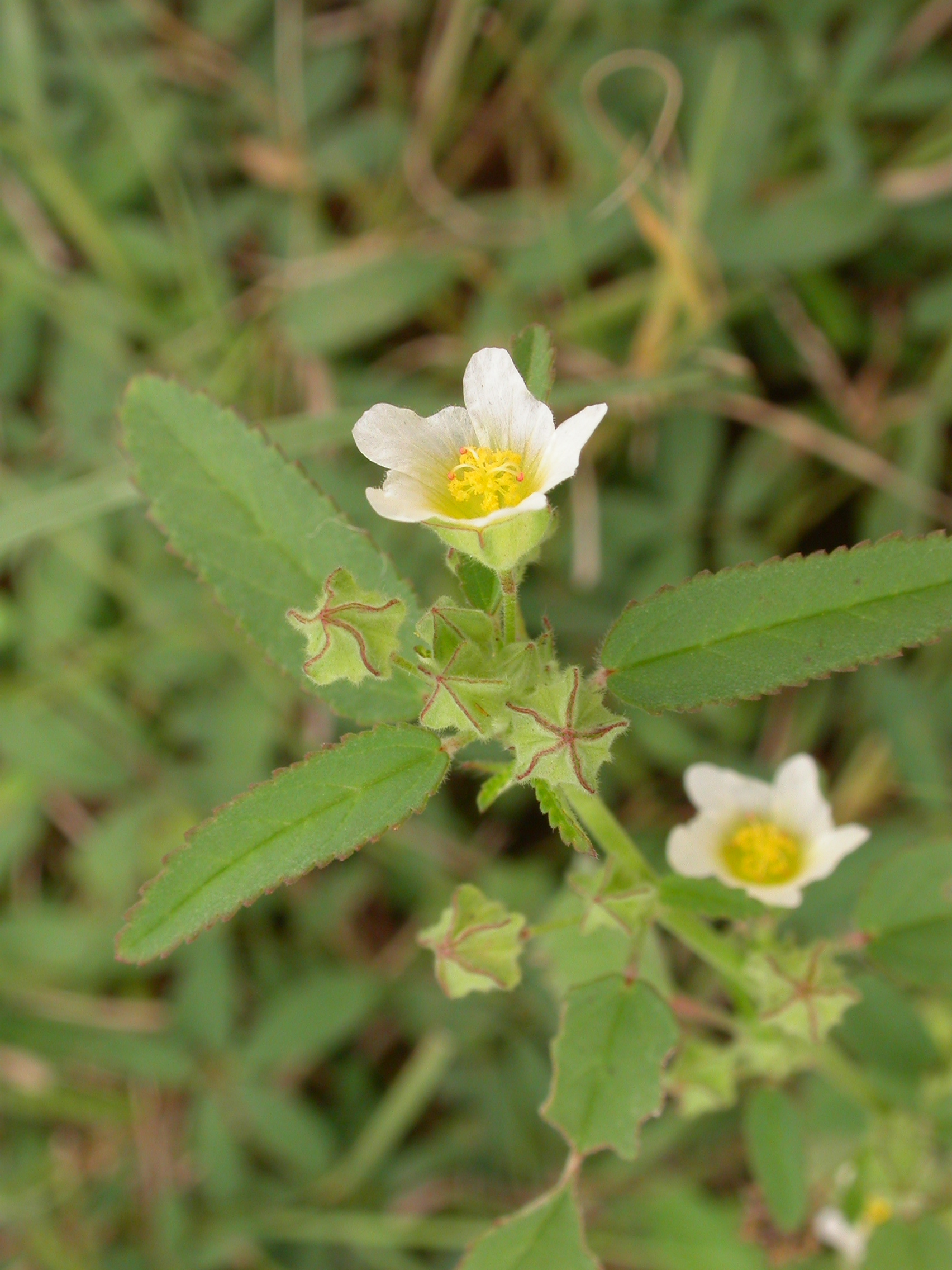
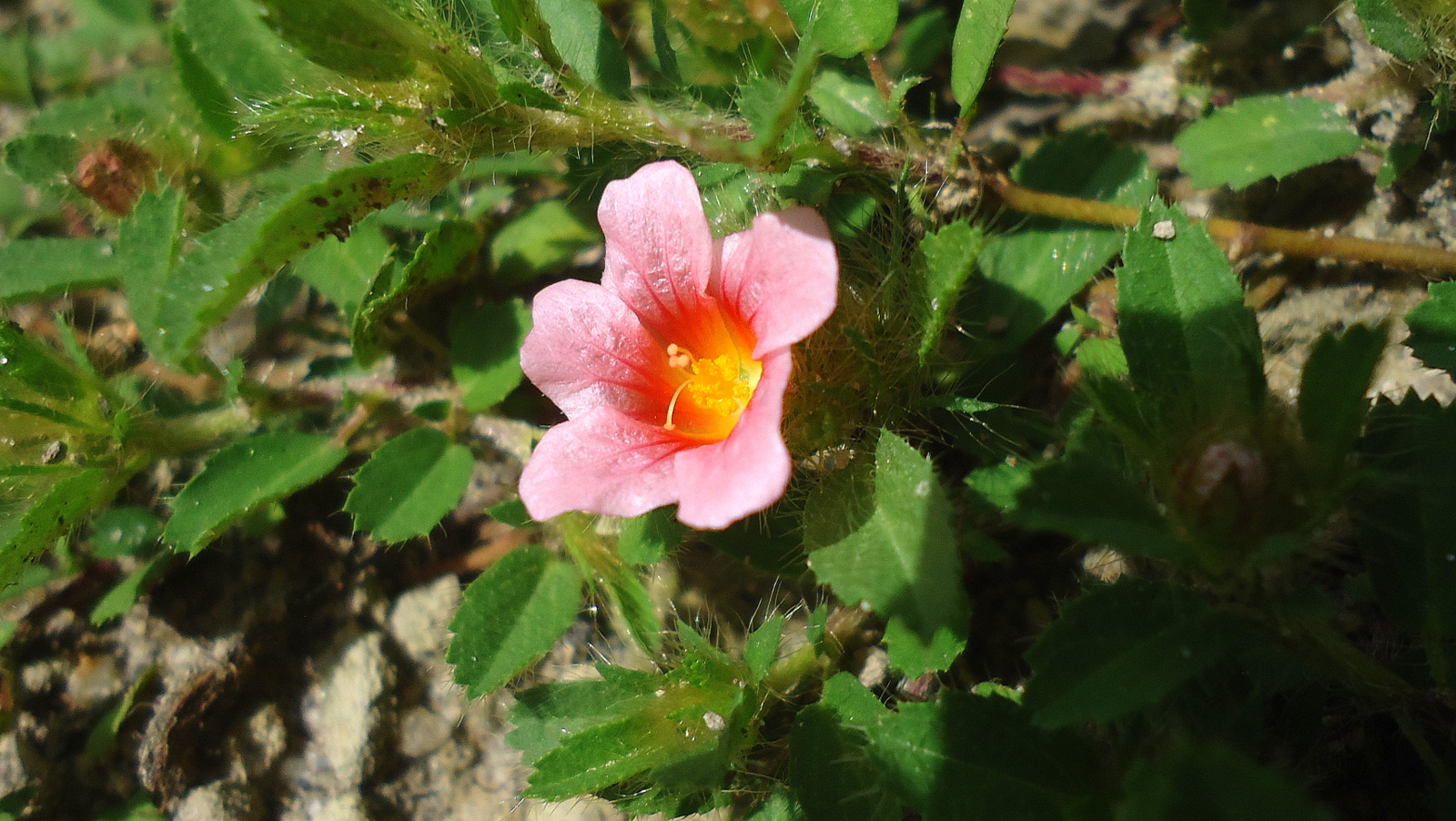
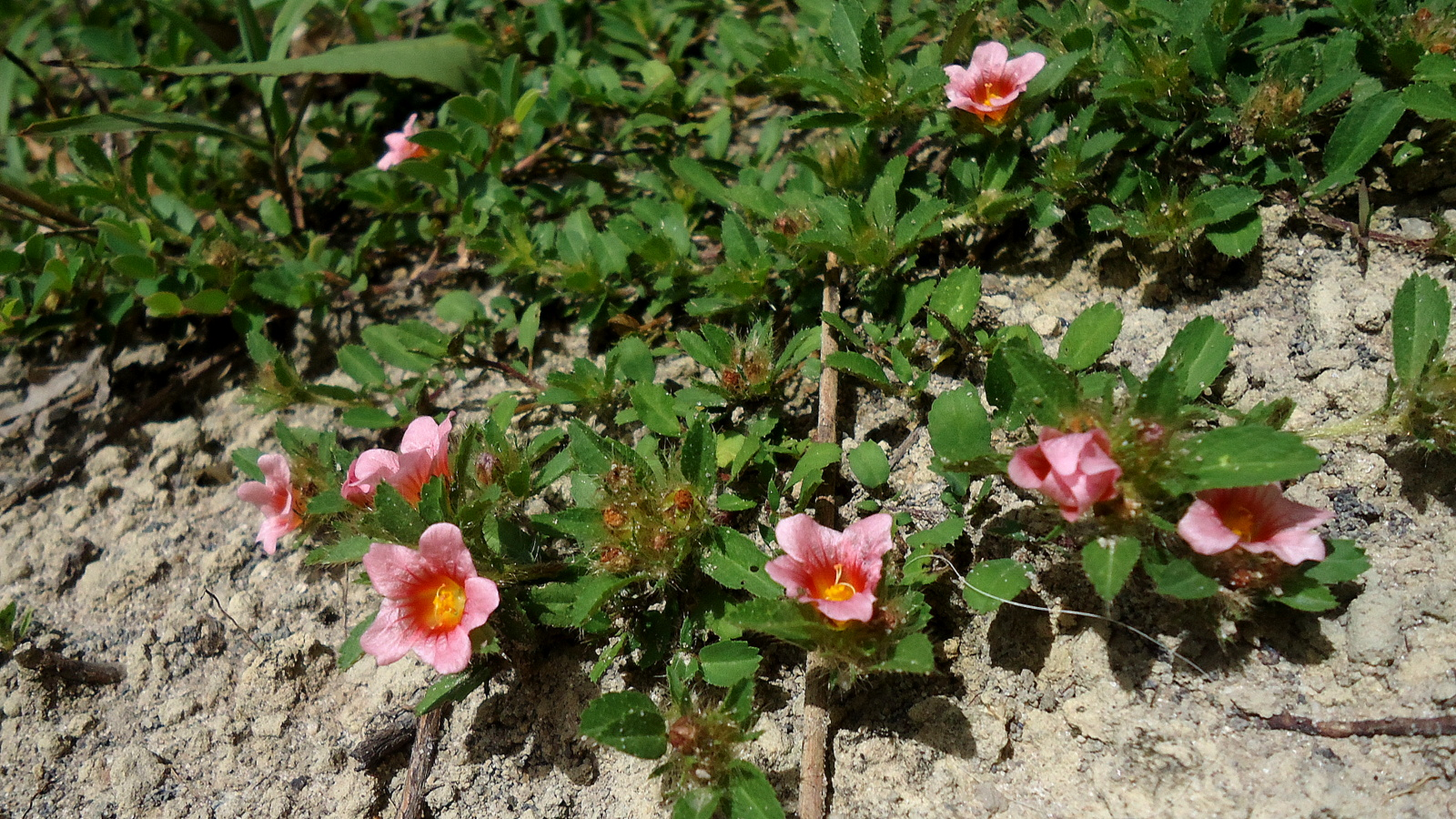